# شاندونغ غولدن ستارز
شاندونغ غولدن ستارز (بالصينية: 山东高速金星篮球俱乐部) هو فريق كرة سلة صيني للمحترفين تأسس في سنة 1995 يقع مقره في جينان، شاندونغ، الصين. ينافس في الرابطة الصينية لكرة السلة.

## أبرز اللاعبين
من أبرز اللاعبين الذين لعبوا معه:
- آلان أندرسون
- أندريه إيميت
- دونيل هارفي
- هيرفي لاميزانا
- جاكسون فرومان
- جويل جونز
- بريست لودرديل
- رودني وايت
- ساماكي ووكر
- ستروميلي سويفت